# Шум

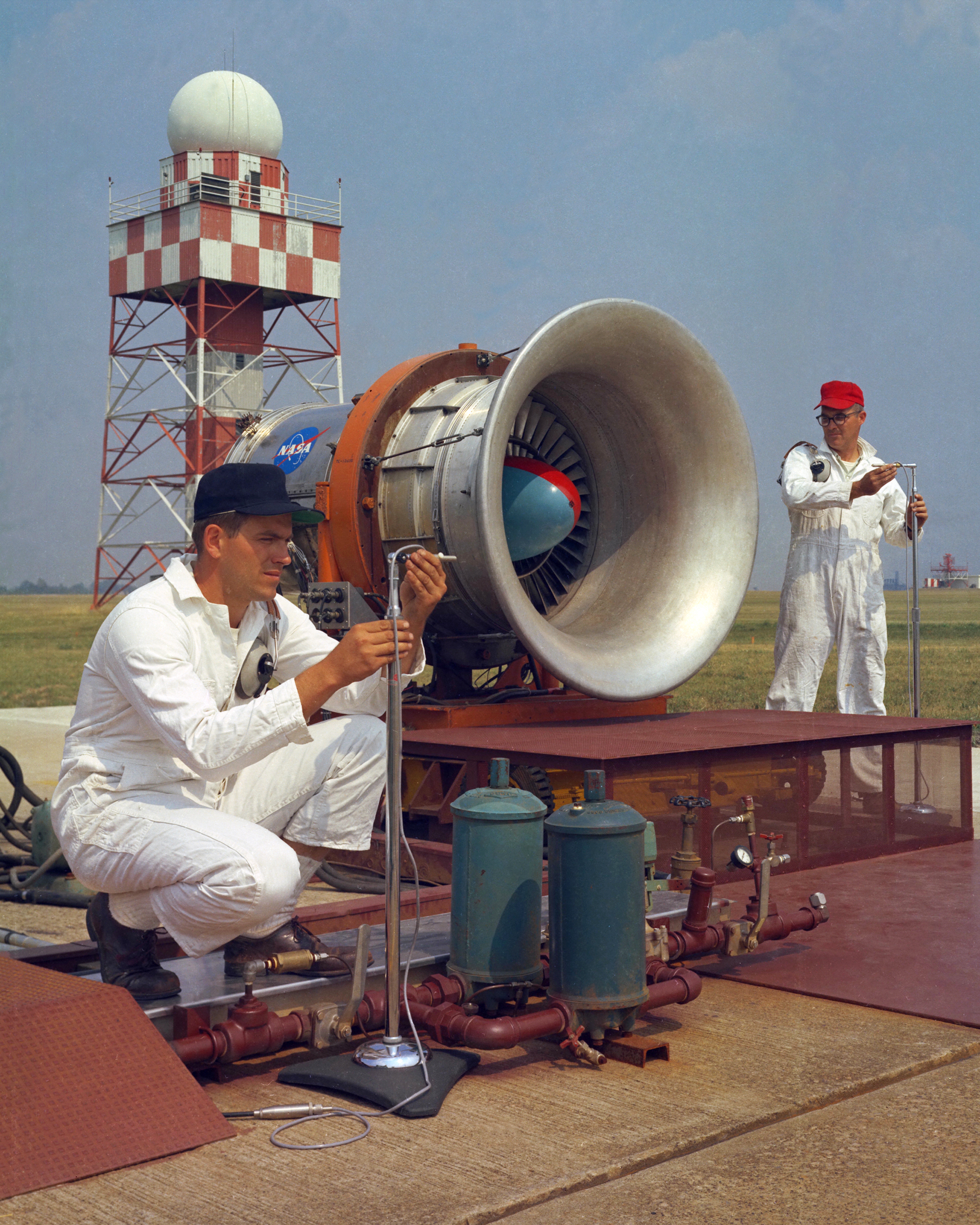
Испытатели NASA проводят измерения шума реактивного двигателя (1967)

Шум — беспорядочные колебания различной физической природы, отличающиеся сложностью временной и спектральной структуры.
Первоначально слово шум относилось исключительно к звуковым колебаниям, однако в современной науке оно было распространено и на другие виды колебаний (радио-, электричество).

## Классификация шумов
Шум — совокупность непериодических звуков различной интенсивности и частоты. С физиологической точки зрения шум — это всякий неблагоприятно воспринимаемый звук.

### По спектру
Шумы подразделяются на стационарные и нестационарные.

### По характеру спектра
По характеру спектра шумы подразделяют на:
- широкополосный шум с непрерывным спектром шириной более 1 октавы;
- тональный шум, в спектре которого имеются выраженные тона. Выраженным тон считается, если одна из третьоктавных полос частот превышает остальные не менее, чем на 10 дБ[1].

### По частоте (Гц)
По частотной характеристике шумы подразделяются на:
- низкочастотный (<300 Гц)
- среднечастотный (300—800 Гц)
- высокочастотный (>800 Гц)

### По временны́м характеристикам
- стационарный;
- нестационарный:
  - колеблющийся;
  - прерывистый;
  - импульсный.

### По природе возникновения
- Механический
- Аэродинамический
- Гидравлический
- Электромагнитный

### Отдельные категории шумов
- Белый шум — стационарный шум, спектральные составляющие которого равномерно распределены по всему диапазону задействованных частот.
- Цветные шумы — некоторые виды шумовых сигналов, которые имеют определённые цвета, исходя из аналогии между спектральной плотностью сигнала произвольной природы и спектрами различных цветов видимого света.
- Розовый шум (в строительной акустике), у которого уровень звукового давления изменяется в октавной полосе частот. Обозначение: С;

## Измерение шумов

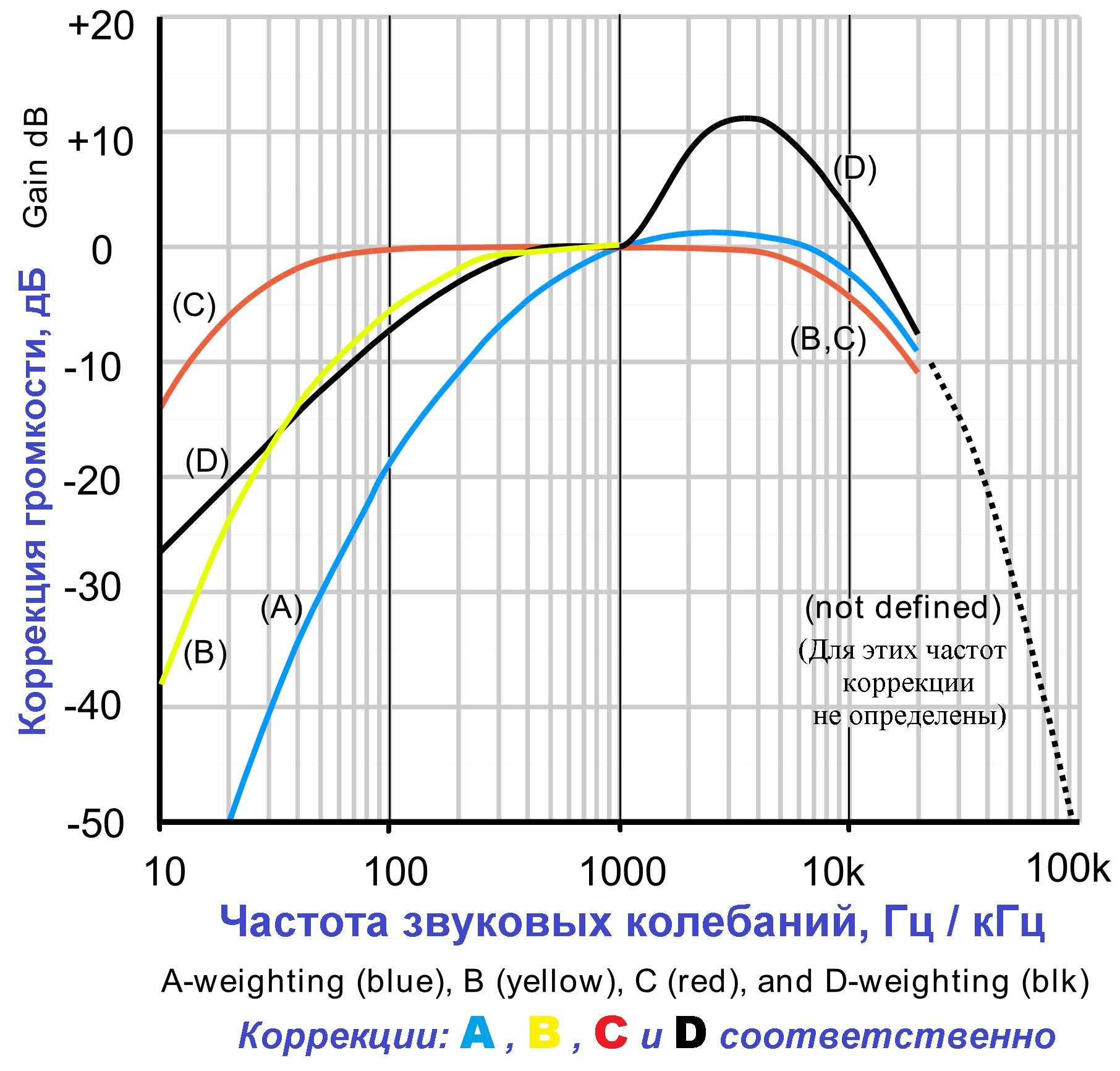
Звуки разной частоты, создающие одинаковое (физическое) звуковое давление, субъективно воспринимаются органом слуха человека как имеющие не одинаковую громкость. Разработаны поправки для учёта физической и субъективной громкости. Измерение шума и ограничения максимально допустимой громкости обычно делают с коррекцией А (обозначение — дБА)

Для количественной оценки шума используют усредненные параметры, определяемые на основании статистических законов. Для измерения характеристик шума применяются шумомеры, частотные анализаторы, коррелометры и др.
Уровень шума чаще всего измеряют в децибелах (20 дБ — звуковое давление в 10 раз выше стандартного порога слышимости; 40 дБ — в 100 раз).
Сила звука в децибелах:
- Разговор: 40—45
- Офис: 50—60
- Улица: 70—80
- Фабрика (тяжелая промышленность): 70—110
- Цепная пила: 100
- Старт реактивного самолёта: 120
- У раструба вувузелы: 130

Для измерения акустического шума Стивеном Орфилдом (Steven Orfield) была основана в Южном Миннеаполисе «Лаборатория Орфилд» (Orfield Laboratories). Чтобы достичь исключительной тишины, в комнате использованы стекловолоконные акустические платформы толщиной в метр, двойные стены из изолированной стали и бетон толщиной в 30 см. Комната блокирует 99,99 процентов внешних звуков и поглощает внутренние. Эта камера используется многими производителями для тестирования громкости своих продуктов, таких как клапаны сердца, звук дисплея мобильного телефона, звук переключателя на приборной панели автомобиля. Также её используют для определения качества звука.
Для измерения уровня шума обычно применяют шумомеры. Но для здоровья обычно опасна не столько громкость, сколько доза часто встречающегося умеренно сильного шума. Для определения дозы (эквивалентного уровня) шума, когда он не постоянен, используют шумовые дозиметры. Специалисты-профпатологи из «Екатеринбургского медицинско-научного центра профилактики и охраны здоровья рабочих промпредприятий» Роспотребнадзора проверили результаты измерений шумомерами при специальной оценке условий труда, и оказалось, что фактический уровень шума может быть выше, например, на 19,7 дБ. 
Эти результаты согласуются с требованиями к измерению воздействия производственного шума в США: государственные инспектора используют только дозиметры. Разработаны маленькие приборы, которые крепятся на прищепке около головы работника.

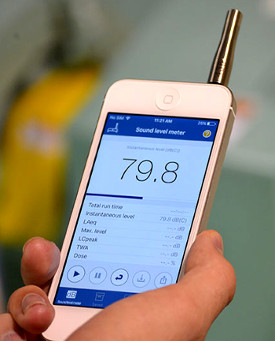
Использование смартфона с калиброванным внешним микрофоном для измерения шума

Исследования Национального института охраны труда показали, что установка на смартфон внешнего калиброванного микрофона, и подходящего приложения (например микрофон iMM-6, $15; и приложений NoiSee, SPL Pro, SPLnFFT, SoundMeter) можно достаточно точно измерять уровень шума от 65 до 95 дБ.